# NACRA Sevens 2009
El NACRA Sevens (North America Caribbean Rugby Association) de 2009 fue la sexta edición del principal torneo de rugby 7 de la Confederación Norteamérica de Rugby.
Se disputó del 14 al 15 de noviembre en la Ciudad de México.

## Fase de grupos

### Primera Fase

#### Grupo A
| Equipo               | Encuentros | Encuentros | Encuentros | Encuentros | Tantos  | Tantos    | Tantos     | Puntos |
| Equipo               | jugados    | ganados    | empatados  | perdidos   | a favor | en contra | diferencia | Puntos |
| -------------------- | ---------- | ---------- | ---------- | ---------- | ------- | --------- | ---------- | ------ |
| Guyana               | 4          | 4          | 0          | 0          | 137     | 33        | +104       | 12     |
| Bahamas              | 4          | 3          | 0          | 1          | 94      | 52        | +42        | 10     |
| Islas Caimán         | 4          | 2          | 0          | 2          | 60      | 52        | +8         | 8      |
| Guadalupe            | 4          | 1          | 0          | 3          | 33      | 120       | -87        | 6      |
| República Dominicana | 4          | 0          | 0          | 4          | 28      | 95        | -67        | 4      |

#### Grupo B
| Equipo            | Encuentros | Encuentros | Encuentros | Encuentros | Tantos  | Tantos    | Tantos     | Puntos |
| Equipo            | jugados    | ganados    | empatados  | perdidos   | a favor | en contra | diferencia | Puntos |
| ----------------- | ---------- | ---------- | ---------- | ---------- | ------- | --------- | ---------- | ------ |
| Trinidad y Tobago | 3          | 3          | 0          | 0          | 113     | 12        | +101       | 9      |
| México            | 3          | 2          | 0          | 1          | 58      | 36        | +22        | 7      |
| Barbados          | 3          | 1          | 0          | 2          | 33      | 58        | -25        | 5      |
| Santa Lucía       | 3          | 0          | 0          | 3          | 10      | 108       | -98        | 3      |

#### Grupo C
| Equipo                       | Encuentros | Encuentros | Encuentros | Encuentros | Tantos  | Tantos    | Tantos     | Puntos |
| Equipo                       | jugados    | ganados    | empatados  | perdidos   | a favor | en contra | diferencia | Puntos |
| ---------------------------- | ---------- | ---------- | ---------- | ---------- | ------- | --------- | ---------- | ------ |
| Martinica                    | 3          | 2          | 1          | 0          | 41      | 14        | +27        | 8      |
| Jamaica                      | 3          | 2          | 0          | 1          | 92      | 29        | +63        | 7      |
| Bermudas                     | 3          | 1          | 1          | 1          | 40      | 50        | -10        | 6      |
| San Vicente y las Granadinas | 3          | 0          | 0          | 3          | 17      | 97        | -80        | 3      |

### Etapa eliminatoria
|  | Cuartos de final  | Cuartos de final  | Cuartos de final  |                   |                   | Semifinales       | Semifinales | Semifinales |  |        | Copa   | Copa | Copa |  |
|  |                   |                   |                   |                   |                   |                   |             |             |  |        |        |      |      |  |
|  |                   |                   |                   |                   |                   |                   |             |             |  |        |        |      |      |  |
|  | Guyana            | Guyana            | 28                |                   |                   |                   |             |             |  |        |        |      |      |  |
|  | Guyana            | Guyana            | 28                |                   |                   |                   |             |             |  |        |        |      |      |  |
|  | Bermudas          | Bermudas          | 19                |                   |                   |                   |             |             |  |        |        |      |      |  |
|  | Bermudas          | Bermudas          | 19                |                   | Guyana            | Guyana            | 24          |             |  |        |        |      |      |  |
|  |                   |                   |                   |                   | Guyana            | Guyana            | 24          |             |  |        |        |      |      |  |
|  |                   |                   | Bahamas           | Bahamas           | 0                 |                   |             |             |  |        |        |      |      |  |
|  | Bahamas           | Bahamas           | Bahamas           | Bahamas           | 0                 | 24                |             |             |  |        |        |      |      |  |
|  | Bahamas           | Bahamas           |                   |                   |                   |                   |             |             |  |        |        |      |      |  |
|  | Jamaica           | Jamaica           | 12                |                   |                   |                   |             |             |  |        |        |      |      |  |
|  | Jamaica           | Jamaica           | 12                |                   |                   |                   |             |             |  | Guyana | Guyana | 12   |      |  |
|  |                   |                   |                   |                   |                   |                   |             |             |  | Guyana | Guyana | 12   |      |  |
|  |                   |                   | Trinidad y Tobago | Trinidad y Tobago | 10                |                   |             |             |  |        |        |      |      |  |
|  | Trinidad y Tobago | Trinidad y Tobago | Trinidad y Tobago | Trinidad y Tobago | 10                | 26                |             |             |  |        |        |      |      |  |
|  | Trinidad y Tobago | Trinidad y Tobago |                   |                   |                   |                   |             |             |  |        |        |      |      |  |
|  | Islas Caimán      | Islas Caimán      | 14                |                   |                   |                   |             |             |  |        |        |      |      |  |
|  | Islas Caimán      | Islas Caimán      | 14                |                   | Trinidad y Tobago | Trinidad y Tobago | 27          |             |  |        |        |      |      |  |
|  |                   |                   |                   |                   | Trinidad y Tobago | Trinidad y Tobago | 27          |             |  |        |        |      |      |  |
|  |                   |                   | Martinica         | Martinica         | 0                 |                   |             |             |  |        |        |      |      |  |
|  | Martinica         | Martinica         | Martinica         | Martinica         | 0                 | 17                |             |             |  |        |        |      |      |  |
|  | Martinica         | Martinica         |                   |                   |                   |                   |             |             |  |        |        |      |      |  |
|  | México            | México            | 12                |                   |                   |                   |             |             |  |        |        |      |      |  |
|  | México            | México            | 12                |                   |                   |                   |             |             |  |        |        |      |      |  |
|  |                   |                   |                   |                   |                   |                   |             |             |  |        |        |      |      |  |

| Bandera de Guyana |
| Campeón Guyana    |
| 3.er título       |